# PRIUS ONLINE
『PRIUS ONLINE』（プリウスオンライン）は、韓国のCJインターネットにより開発されたMMORPG。
日本ではゲームオン傘下のゲームチューが運営を手がけるほか、CJインターネットのポータルサイトであるネットマーブルでもサービスが提供されていた。日本では2013年5月8日にサービス終了。

## 概要
7つの月が夜空に浮かぶ世界｢プリウス｣を舞台にしたオンラインRPGで、主人公(プレイヤー)の失われた記憶の探求を軸に、｢アニマ｣と呼ばれるパートナーの少女との交流、対立する｢トレイター｣との戦闘などが描かれる。
アニマと常に行動をともにするのが特徴で、アニマ固有のスキルによる戦闘のサポートを受けたり、各種生産行為が行えるようになっている。アニマ専用の装備が数多く用意されていて、多数の衣装を揃えてアバター的な楽しみ方を追求するプレイヤーも多い。また、アニマは巨人｢ガイガス｣を召喚可能で、ガイガスの力で多数の敵を一度に倒すこともできる。
物語を順次追っていくストーリークエストが豊富であり、要所ではムービーが発生するなど、日本のコンシューマRPGファンになじみやすいデザインである。クエストのほかには1日1回、自分のレベルに適合したミッションが請けられる。敵を倒して得られる経験値とリーフ(金)が極端に少なく、クエスト、ミッションの達成報酬で得られる経験値、リーフが大きな比重を占める。そのため、長時間のプレイが難しいプレイヤーでもある程度の育成ができ、BOTと呼ばれる規約違反のプレイヤーキャラクターもきわめて少ない。
フィールドでのPKはできず、PvPは両者申し合わせの上での決闘、アリーナでの団体戦およびギルド戦という形で行える。

## プレイヤーキャラクター
『PRIUS ONLINE』では4種族6種類のキャラクターが存在し、職業は種族と性別で固有となっている。キャラメイキングでは顔・髪型と色・肌の色がメイキング可能。種族それぞれに独自のストーリークエストが用意されている。基本的に5レベルごとに装備のランクが上がるほか、Lv25以上になると2種類ある二次職のいずれかに転職が可能である。
職業ごとにスキルが設定されており、レベルに応じて新しいスキルを習得したり、スキルのランクが上がって性能が向上する(設定によってスキルレベルを下げて使用することも可能)。また、スキルにはレベルアップ時に取得するスキルポイントを付与することで威力を高めたり、短い時間でスキルの再使用が可能になるなどの恩恵が得られる。スキルポイントの使い方次第で同じキャラクターでも得手不得手が生じるため、限られたスキルポイントをいかに効率よく使うかが重要となる。
キャラボイスはいずれも豪華なキャストで演じられているのも本作の特徴の一つである。

### ヒューム(男性)
声：浪川大輔
職業：元素術師
元素を自在に操る｢元素術｣で本来非力なヒュームの戦闘力をカバーする。一般的なRPGでの魔法職にあたり、多数の攻撃魔法のほか、回復や補助の魔法も扱える。攻撃力は高い反面、防御は低い。二次職として攻撃性能をさらに高めた戦闘術師、パーティープレイ向けの補助魔法を充実させた学者が選択できる。

### ヒューム(女性)
声：成瀬未亜
職業：ガンナー
科学と魔力を融合させた｢魔弾銃｣を扱うキャラクターで、近距離ではピストル、遠距離ではライフルを使いこなす。ピストルでは移動しながら次々と敵を攻撃して集めたり逃げながら攻撃が可能で、ライフルでは大きなダメージを与えることができる。HPが低く接近戦には不向き。二次職としてピストルに特化したラピッドシューター、ライフルに特化したスナイパーが選択できる。

### ロン・マス
声：高橋広樹
職業：戦士
己の肉体を武器に敵と戦うロン族の男。耐久力とヘイトを自らに集めて敵の攻撃をひきつける能力に長ける、MMORPGにおけるタンクの役割をこなすキャラクターである。タンクではあるが攻撃力も高く、ソロプレイでも何ら不都合はない。二次職として攻撃性能を高めたストライカー、防御性能を高めたディフェンダーが選択できる。

### ロン・フェミナ
声：川村万梨阿
職業：ハンター
しなやかな動きで勇猛に戦うロン族の女。弓で遠距離から狙い撃ち、近づいてきた敵を短剣でしとめるのが戦闘スタイル。敵を足止めするスキルが比較的充実している。攻撃力自体は高めだが攻撃速度が遅め。防御力は平均的。二次職では弓による攻撃主体のストライダー、攻撃や回復などの召喚術主体のシャーマンが選択できる。

### ベリア
声：井上喜久子
職業：楽士
魔力を込めた歌とメロディーで仲間を癒す、MMORPGにおけるヒーラーの役割をもつキャラクター。数多くの回復スキルでパーティープレイでは必須である反面、攻撃力、防御力ともに低いため、ソロプレイは敵の殲滅に時間を要する。二次職では攻撃や弱体化のスキルが充実したダンサー、さらに回復能力を高めたプライヤーが選択できる。

### アイン
声：鳥海浩輔
職業：剣士
過酷な環境で己を磨く、冷静沈着な双剣の使い手。戦士と比較した場合、攻撃性能と弱体化スキルに勝る反面、耐久力とヘイトを稼ぐ能力には劣る。MMORPGにおけるアタッカーだが、装備やスキルの強化次第である程度のタンクも可能。二次職として大剣を振るい、さらなる火力を追求した剣闘士、HP、MP吸収スキルで継戦能力に優れた魔剣士が選択できる。

## アニマ
声：田村ゆかり
ストーリークエストを進めると、プレイヤーはアニマと呼ばれる少女と行動をともにするようになる。アニマは戦闘を攻撃、補助、回復などでサポートし、植物やベスティア(いわゆるモンスター、敵)の魂などからアイテムを入手したり、料理や栽培でアイテムの生産がおこなえる。アニマにはプレイヤーとの親密度が存在し、親密度の高さによって生産やアニマへの命令の成功率が変化する。また、アニマとの会話やプレゼントなどでアニマの性向は大きく分けて4通りに変化し、性向の傾向によって攻撃スキルに特化した強気な性格になったり、回復に特化した気弱な性格になったりする。アニマの戦闘用スキルはアトリウム(キャラクター専用の部屋)に存在する庭師ケパによって、レベルに応じたスキルの習得、強化が可能である。
アニマのメイキングは顔・髪型・性向が選択可能。

### 料理
アトリウムに暖炉を設置し、非戦闘中にHPやMPを回復できる料理を作成する。料理には生産に必要な料理等級と材料が設定されていて、高性能な料理ほど高い料理スキルと貴重な材料が要求される。また、デフォルトの状態で可能な料理は低ランクのみで、高ランクの料理はレシピを入手して習得しないと作れない。

### 植物交感
地上に生えている植物と会話し、アイテムを入手する。入手したアイテムは栽培、料理の材料に利用できる。

### 栽培
アトリウムにポティと呼ばれる生命体を設置し、材料を渡してアイテムを生成してもらう。アイテムに応じて必要栽培等級と材料が決まっていて、高性能なアイテムほど高い栽培スキルと貴重な材料が要求される。デフォルトの状態で可能な栽培は低ランクのみで、高ランクの栽培はレシピを入手して習得しないと作れない。なお、栽培には一定の待機時間が必要で、高性能のアイテムほど栽培にかかる時間も長くなる。

### 鎮魂
敵を倒した後、死体の魂を安息に導くことで魂を入手できる。魂は栽培の材料に利用できる。

### 慰労
敵を説得して消滅させることができる。消滅時に栽培に利用できる種を入手できる。敵レベルが高いほど要求される慰労等級も高くなる。また、レイドモンスターと呼ばれる一部の敵は慰労することでペロ(騎乗ペット)として使役するためのアイテムを入手できる。

## ガイガス
アニマが召喚できる巨人で、クエストを進行することで召喚が可能になる。強力な範囲攻撃や高性能の強化スキルなどを持ち、アニマのレベルに応じてガイガスも成長していく。全種族共通のジェロムと各種族専用の種族ガイガスなど、複数種類が存在する。
召喚にはガイガスゲージを最大値にする必要があり、敵を倒すことでゲージが蓄積していく。また、ガイガスには共鳴度というパラメータがあり、召喚後にこの数値が減衰し、0になると召喚が解除される。マップによってガイガス共鳴の状態が設定されていて、不可能(召喚不可)、低い(共鳴度の減衰が早い)、普通(共鳴度の減衰が遅い)などがある。

## 移動手段

### ペロ
いわゆる騎乗用のペットで、通常より速く移動できる。初期のペロはクエストによって入手でき、各種ダンジョンに存在するレイドモンスターを慰労することでより高性能のペロを入手できる。敵のダメージを一定以上受けると騎乗状態が解除される。
ペロには速度、体力、召喚の3種類の能力が設定されていて、数値が高いほどより速く、より敵の攻撃に耐え、より早く召喚可能になる。これらの数値はペロに料理を与えることで成長させることができ(高性能の料理ほど成長しやすい)、ペロによって限界値も決まっている。そのため、序盤で入手できるペロでも成長限界が高い晩成型が存在している。また、ペロには幸福度のパラメータがあり、騎乗中の時間経過で減衰し、この数値が一定以下になると速度が低下する。幸福度の回復にも料理が必要である。
ペロには有料で購入、または有料のクジの景品で獲得する課金ペロ、ギルド戦でチャンピオンギルドになるとメンバーに支給される専用ペロ、公認ネットカフェでプレイする際に使用できるもの、特定のキャンペーンでの当選者やコンテスト入賞者にのみ配布されたものなどが存在する。これらは通常のペロより高性能であり、なおかつ幸福度が存在せず料理の必要もない。

### セレロ
セレロステーションと呼ばれる特定の地点間をつなぐ高速移動手段。セレロ搭乗中は敵に感知されず、攻撃も受けないが、途中で降りることもできない（有料アイテムで途中下車可能）。また、セレロステーションには選択可能な移動先が個々に決まっていて、それ以外の行き先は指定できない。
利用のためにはあらかじめ現在地と行き先のセレロステーションを現地でクリックし、活性化させておく必要がある。利用の際にはリーフが必要となり、高レベルのフィールドほど高くなる。セレロ利用料無料化、活性化なしで利用可能になる有料サービスもある。

### テラシルゲート
各都市や地域へ瞬時に移動できる、いわゆるワープ装置。利用は無料で、テラシルゲートを通じてアトリウムへの出入も可能。初期村以外の地域への移動は一定のレベルに達していないと利用できない。

## クエスト
クエストには、ストーリーを追っていく形式のストーリークエスト、アニマの感情、生産技能などの習得やガイガス取得が可能になるアニマクエスト、特定の拠点で1日1回請けられるミッション、広範囲の敵を狩るかわりに多大な経験値が得られるユニオンがある。いずれのクエストも同時に受諾可能なのは20までで、クエスト失敗時は放棄すると再び請けられる。

### ストーリークエスト
ストーリー展開に応じてさまざまな任務や依頼をこなしていくクエストで、一部の例外を除いて請けられるのは1回のみ。種族と性別によってメインストーリーは違っていて、他職では発生しないクエストも存在する。要所ではムービーが入る。

### アニマクエスト
おもにアニマに関するクエストで、請けられるのは1回のみ。ダンジョン内で進行するストーリークエスト、プレイヤースキル習得クエスト、転職クエストもアニマクエストに分類されている。

### ミッション
1日1回請けられるクエストで、キャラクターの現在レベル(Lv30以上のミッションは自レベル+3)からレベル-5までの範囲で受諾可能。特定の敵を一定数倒すことでクリアとなる。ダンジョンでもダンジョンクエストと呼ばれるミッションが存在し、高レベルのダンジョンでは2回攻略しないとクリアに必要な数を満たせないのが特徴。なお、ミッションの日付更新のタイミングは午前6時であるため、この時間に近づくにつれ、パーティー募集が減っていく傾向にある。

### ユニオン
特定のカテゴリーに分類される敵を討伐するクエストで、ミッションと同様1日1回請けられる。クリア時にカナトリアユニオンのシールを獲得でき、一定数をアイテムと交換できる。Lv25～55はソルタスとポエデリスで、Lv56～60はハイメスで受諾可能で、どのレベルにおいても発生するユニオンは5種類である。ミッションとユニオンで倒す敵が重複することが多いため、パーティー募集においてはミッション＋ユニオンの一部をセットで進行するパーティーが主流である。

## 強化
装備の強化はおもに精錬とスフィアの2種類の大別される。

### 精錬
各地の鍛冶屋NPCに依頼し、装備を強化する。装備のレベルや現在の強化数値によって必要経費や成功率が変化する。成功すると強化値が+1されるが、失敗すると強化値が低下し、ときにはアイテムが破壊されることもある。強化の際にはスチールと呼ばれるアイテムを添加でき、種類に応じて破壊や強化値減少を防いだり、一定値までは100%成功するなどの効果がある。

### スフィア
装備に装着できる球形の強化アイテム。装着することでパラメータを底上げできる。スフィアホールと呼ばれる装着部位が必要で、印章というアイテムでホールを生成できる。スフィアにはさまざまなランクがあり、高位のスフィアほど入手が困難で高価格で取引される。また、一度装着したスフィアを除去することも可能だが、高確率で除去時に消滅してしまう。除去時にスフィアリックスを添加することで消滅を防ぐ確率を向上させることができる。

## 事件
韓国ではPRIUS ONLINEのプレイヤーである両親が、乳児をネグレクトして餓死させる事件が起きた。